# بول فيالار
بول فيالار (بالفرنسية: Paul Vialar)‏ ولد في 18 سبتمبر 1898 بسان دوني وتوفي في 8 يناير 1996. وهو كاتب فرنسي، حصل على جائزة فيمينا الأدبية عام 1939.

## روابط خارجية
- بول فيالار على موقع IMDb (الإنجليزية)
- بول فيالار على موقع ألو سيني (الفرنسية)
- بول فيالار على موقع أول موفي (الإنجليزية)
- بول فيالار على موقع قاعدة بيانات الفيلم (الإنجليزية)
- بول فيالار على موقع كينوبويسك (الروسية)